# Вертушков, Григорий Николаевич
Григорий Николаевич Вертушков (1909—1994) — советский минералог, исследователь месторождений редких металлов Урала. Доктор геолого-минералогических наук (1948), профессор (1950). Директор Уральского геологического музея. Лауреат Государственной премии СССР (1982), заслуженный геолог РСФСР (1972).

## Биография
Родился 17 (30) января 1909 года в городе Кыштым Екатеринбургского уезда Пермской губернии.
В январе 1931 года окончил геолого-разведочный факультет Свердловского горного института по специальности «горный инженер-геолог». Остался в аспирантуре, затем продолжил там работать доцентом, заведующим кафедрой «Минералогия и кристаллография», профессором (1950).
В 1946 году защитил диссертацию на степень доктора геолого-минералогических наук
Изучал жилы альпийского типа на Урале как источника пьезооптического сырья.
Теоретически обосновал методику оценки и использование гранулированного кварца для производства кварцевого стекла.
Участвовал в открытии Озерного месторождения монацита на Среднем Урале.
Первооткрыватель Кыштымского месторождения гранулированного кварца.
Директор Уральского геологического музея при Свердловском горном институте.
Скончался 17 ноября 1994 года в городе Екатеринбург. Похоронен на Лесном кладбище.

## Награды, звания и премии
- 1945 — Медаль «За доблестный труд в Великой Отечественной войне 1941—1945 гг.»
- Первооткрыватель месторождения
- Орден Трудового Красного Знамени
- Орден «Знак Почёта» за выслугу лет
- 1972 — Заслуженный геолог РСФСР
- 1982 — Государственная премия СССР

## Членство в организациях
- 1940 — ВКП(б)
- 1955 — Председатель Уральского отделения Всесоюзного минералогического общества (до 1964), почётный член (1982)[3]
- Член Президиума и ученый секретарь Уральского геологического общества.

## Память
- Вертушковит — новый минерал описанный Б. В. Чесноковым (водный оксалат калия).